# Slovanská knihovna
Slovanská knihovna je veřejně přístupná specializovaná vědecká knihovna slavistiky. Sídlí v Praze. Patří mezi největší a nejvýznamnější slavistické knihovny v Evropě. Od svého vzniku v roce 1924 systematicky doplňuje, zpracovává, trvale uchovává a zpřístupňuje fond světové slavistické literatury, zejména historické, filologické a politologické a vybrané původní tvorby slovanských národů. Ve svých depozitářích uchovává více než 850 000 svazků knihovních dokumentů, sbírku map, plakátů, obrazových a uměleckých materiálů a řadu sbírek speciálních dokumentů.
Poskytuje knihovnické a informační služby o politickém a kulturním životě slovanských národů, jejich vzájemných vztazích a vztazích k jiným národům v minulosti a současnosti. Dokumenty lze studovat ve studovně vybavené přístupem k internetu, rozsáhlou příruční knihovnou referenční literatury a volným výběrem čítajícím 20 000 svazků.
Knihovna zpracovává a rediguje odborné bibliografie a publikace ve svém oboru. Pořádá kulturní akce, odborné semináře, konference a výstavy. Z rozhodnutí Mezinárodního komitétu slavistů plní funkci centra pro evidenci a zpracování materiálů, vztahujících se k mezinárodním sjezdům slavistů. Udržuje intenzivní kontakty s mnoha odbornými slavistickými pracovišti po celém světě.
Slovanská knihovna je odborem Národní knihovny České republiky, v odborných knihovnických záležitostech však požívá autonomního postavení. Tvoří ji oddělení doplňování fondu, oddělení zpracování fondu a oddělení služeb.

## Historie knihovny

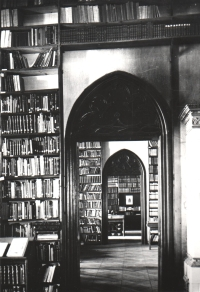
Původní sídlo Slovanské knihovny v Místodržitelském letohrádku v Královské oboře v pražské Bubenči (1924–1929)

Knihovna byla založena roku 1924 ministerstvem zahraničí a nesla název „Ruská knihovna ministerstva zahraničních věcí“. Její vznik souvisel s tzv. ruskou akcí československé vlády, kterou inicioval prezident T. G. Masaryk. Akce představovala na tehdejší dobu ve světě nevídanou pomoc emigraci z území vznikajícího Sovětského svazu. Založení knihovny inicioval ruský literární historik, bibliograf a publicista Vladimir Nikolajevič Tukalevskij (1881‒1936), který v prvních letech existence stál v jejím čele. Celou svou soukromou knihovnu vyvezenou z Ruska věnoval Tukalevskij jako základ knihovní sbírky
V roce 1927 začala knihovna doplňovat literaturu dalších slovanských národů a změnila svůj název na „Slovanská knihovna ministerstva zahraničí“. Finanční velkorysost československé vlády umožnila během krátké doby shromáždit rozsáhlé knižní bohatství, již na konci 30. let tvořilo knihovní fond více než 220 000 svazků.
Zpočátku sídlila Slovanská knihovna v Místodržitelském letohrádku v Královské oboře v pražské Bubenči. Tyto prostory přestaly zanedlouho vyhovovat rychle rostoucím fondům, a proto ministerstvo školství a národní osvěty nabídlo knihovně přístřeší v Klementinu. Slovanská knihovna se tam přestěhovala v roce 1929 a nachází se zde dodnes. Na konci prosince roku 1938 skončilo řízení knihovny ministerstvem zahraničních věcí. V únoru 1942 byla knihovna převedena pod německou správu a připojena k Zemské a univerzitní knihovně. Druhá světová válka představovala velice složité období také pro fungování knihovny, její vlastní knihovnická činnost však nebyla ochromena.
Po válce, hlavně v první polovině 50. let, byl charakter knihovny značně narušen doplňováním sovětské literatury z neprofilových oborů. Od roku 1956 se knihovna postupně vracela ke svému původnímu poslání. V oblasti akvizice navázala na původní tematický plán doplňování a na mezinárodní spolupráci zvláště v oblasti výměny publikací. Úplnou obnovu odborné činnosti knihovny a navázání zpřetrhaných svazků se západními slavistickými pracovišti umožnily teprve společensko-politické změny v roce 1989.
V roce 1958 byla Slovanská knihovna začleněna jako autonomní odbor do struktur Státní (dnes Národní) knihovny. V této organizační pozici se nachází dodnes.
|  | Ředitelé a správci Slovanské knihovny: | Ředitelé a správci Slovanské knihovny:              |  |
|  | -------------------------------------- | --------------------------------------------------- |  |
|  | 1924–1928                              | Vladimir Nikolajevič Tukalevskij (1881–1936)        |  |
|  | 1928–1938                              | Otto Křížek (1884–1971), (přednosta)                |  |
|  | 1939–1942                              | Josef Bečka (1894–1955), (správce)                  |  |
|  | 1942–1945                              | Carl Wehmer (1903–1978), (správce)                  |  |
|  | 1945–1948                              | Želmíra Gašpariková (1901–1968), (pověřena vedením) |  |
|  | 1948–1950                              | Václav Čejchan (1904–1973)                          |  |
|  | 1950–1955                              | Miloň Konvalinka (*1922)                            |  |
|  | 1956–1978                              | Josef Strnadel (1912–1986)                          |  |
|  | 1978–1992                              | Jiří Vacek (1939–2017)                              |  |
|  | 1992–1999                              | Milena Klímová (1934–2016)                          |  |
|  | 1999–2003                              | Zdeňka Rachůnková (1951–2003)                       |  |
|  | 2004–dosud                             | Lukáš Babka (*1977)                                 |  |

## Knihovní fond
Knihovní fond Slovanské knihovny obsahuje více než 850 000 knihovních jednotek (stav k červnu 2018) a každoročně ho obohatí průměrně 9000 nových svazků knih a několik set titulů periodik. Představuje velmi pestrou kolekci literatury se slavistickou tematikou, která komplexně mapuje historickou, literární, filologickou a kulturní tematiku všech slovanských národů. Základ jednotlivých národních oddělení tvoří osobní knihovny darované nebo zakoupené v prvních desetiletích existence knihovny. Akvizice probíhá od počátku 30. let systematicky na základě tematického plánu doplňování.
Slovanská knihovna vlastní několik set historických rukopisných knih a několik tisíc starých tisků vydaných před rokem 1800, převážná část fondu je nicméně tvořena produkcí 19.‒21. století. Fond doplňuje řada sbírek speciálních dokumentů neknihovního charakteru.
Prakticky v úplnosti jsou katalogizační záznamy knih a periodik dostupné v elektronickém katalogu Slovanské knihovny. K dispozici je též neskenovaný lístkový generální katalog Slovanské knihovny provozovaný do roku 1996 a naskenovaný lístkový katalog knih Ruského zahraničního historického archivu z let 1923–1945. Inventární seznamy dostupných sbírek speciálních dokumentů jsou dostupné v katalogu Speciální sbírky Slovanské knihovny.

### Významné sbírky
Mezi nejcennější části fondu patří několik tematicky ucelených kolekcí.
Tzv. Smirdinova knihovna obsahuje více než 11 000 svazků ruské literatury vydaných od dvacátých let 18. do poloviny 19. století. Sbírku vytvořil petrohradský knihkupec, vydavatel a kulturní mecenáš Alexandr Filipovič Smirdin (1795‒1857).
Unikátní kolekci vztahující se k chorvatskému Dubrovníku představuje tzv. knihovna ragusian vytvořená chorvatským slavistou prof. Milanem Rešetarem (1860–1942). Tato tematicky ucelená sbírka obsahuje bezmála 2500 tisků a 250 rukopisů. Tvoří ji práce dubrovnických spisovatelů, dubrovnické tisky od 16. století a publikace o Dubrovníku vydané ve světě až do 20. let 20. století.
Ruskou rukopisnou tradici demonstruje sbírka rukopisů shromážděných na území severního Ruska folkloristou, odborníkem na staroruskou literaturu a jazykovědcem Alexandrem Dmitrijevičem Grigorjevem (1874–1945). Obsahuje 68 rukopisů duchovního i světského charakteru ze 17.–19. století vytvořených v povodí řeky Piněgy v Archangelské gubernii a v oblasti Pomoří (jižní pobřeží Bílého moře).
Po druhé světové válce obohatily Slovanskou knihovnu části sbírky vytvořené Ruským zahraničním historickým archivem, světově unikátní archivně-dokumentační institucí existující v letech 1923‒1945 v Praze. Archiv se věnoval shromažďování archivních a tištěných dokumentů týkajících se revolučního hnutí v Rusku na konci 19. a na počátku 20. století, období první světové války v Rusku, revolučních událostí roku 1917, období občanské války v Rusku, soudobého vývoje v Sovětském svazu a fenoménu ruské protibolševické emigrace. Roku 1945 byl archiv zrušen, archivní sbírky předány do Sovětského svazu a kolekce knih, časopisů a novin se staly součástí Slovanské knihovny.
Slovanská knihovna patří mezi ústřední instituce umožňující studium fenoménu politické emigrace z území Ruské říše po roce 1917. Shromážděné knihy a periodika vydávané především v letech 1918‒1945 příslušníky ruské, ukrajinské a běloruské diaspory představují sbírku unikátní v celosvětovém měřítku. Obsahuje mnoho tisíc titulů vydávaných ve třech desítkách zemí všech kontinentů. Větší část těchto dokumentů shromáždil Ruský zahraniční historický archiv. Knihy a periodika doplňuje několik sbírek listinné povahy, sbírka výtvarných prací ukrajinských emigrantů a sbírky pozvánek a plakátů dokumentujících veřejný život emigrace. Roku 2007 zařadila organizace UNESCO sbírku periodik ruské, ukrajinské a běloruské emigrace z let 1918–1945 ve fondu Slovanské knihovny do seznamu světového písemného kulturního dědictví „Paměť světa“.

### Sbírky speciálních dokumentů
Cennou část fondu tvoří sekce speciálních sbírek, které obsahují dokumenty neknihovní povahy. Řada z nich se vztahuje k tematice ruské a ukrajinské emigrace meziválečného období: jde o části osobních pozůstalostí představitelů ruské emigrace Petra N. Savického, Antona Vasiljeviče Florovského, Alfreda L. Bema a Vladimira N. Tukalevského, o sbírku provozních dokumentů Ruského historického zahraničního archivu, sbírku letáků a pozvánek na kulturní a společenské akce ruské a ukrajinské emigrace a několik sbírek vztahujících se k činnosti různých ukrajinských organizací působících v meziválečném Československu. Unikátní je též soubor více než jednoho tisíce převážně ručně malovaných plakátů a letáků vytvořených mezi roky 1918‒1945 ukrajinskou emigrací na území tehdejšího Československa.
Z dalších dokumentů je zajímavá korespondence lužického kulturního činitele Michała Hórnika, protojereje Nikolaje N. Ryžkova, ukrajinské básnířky Lesji Ukrajinky, dokumenty leningradského výtvarníka Vadima M. Rochlina či výstřižkový archiv článků o Jugoslávii z českých periodik z let 1934‒1939. Torzovitě je dochována korespondence slavných spisovatelů (P. J. Čaadajev, L. N. Tolstoj, F. M. Dostojevskij, A. M. Remizov a další) a mnoho jiných dokumentů zejména z 19. a počátku 20. století, týkajících se slovanské kultury.
Knihovna vlastní také několik rozsáhlých sbírek obrazových materiálů. Více než 500 dokumentů obsahuje sbírka výtvarných prací zhotovených ukrajinskými výtvarníky, z nichž většina studovala či pracovala v pražském Ukrajinském studiu výtvarných umění. Zahrnuje zejména rané práce celkem čtyřiceti tří autorů, z nichž mnozí (například Vasyl Kasijan, Halyna Mazepa, Ivan Kulec, Natalija Gerken-Rusova či Mykola Bytynskyj) později dosáhli mezinárodního uznání. S těmito emigranty je spjat i původ sbírky 161 ukrajinských exlibris. Základem sbírky plakátů, čítající několik tisíc jednotek, jsou ruské plakáty z období první světové války, revolučního roku 1917, občanské války a prvního desetiletí existence Sovětského svazu. Značnou hodnotu pro etnografii, historii architektury a studium každodenního života má sbírka fotografií (často ručně kolorovaných) z území Podkarpatské Rusi, Slovenska a Slovácka, které v průběhu dvacátých let 20. století český úředník, překladatel a amatérský fotograf Rudolf Hůlka (1887–1961).
Obsahově pestrá, byť nepříliš rozsáhlá, je sbírka historických map. Jde o několik stovek originálních map (včetně několika rukopisných), které reprezentativně zachycují celý slovanský svět od konce 16. do první poloviny 20. století.

## Digitalizace a mikrofilmování

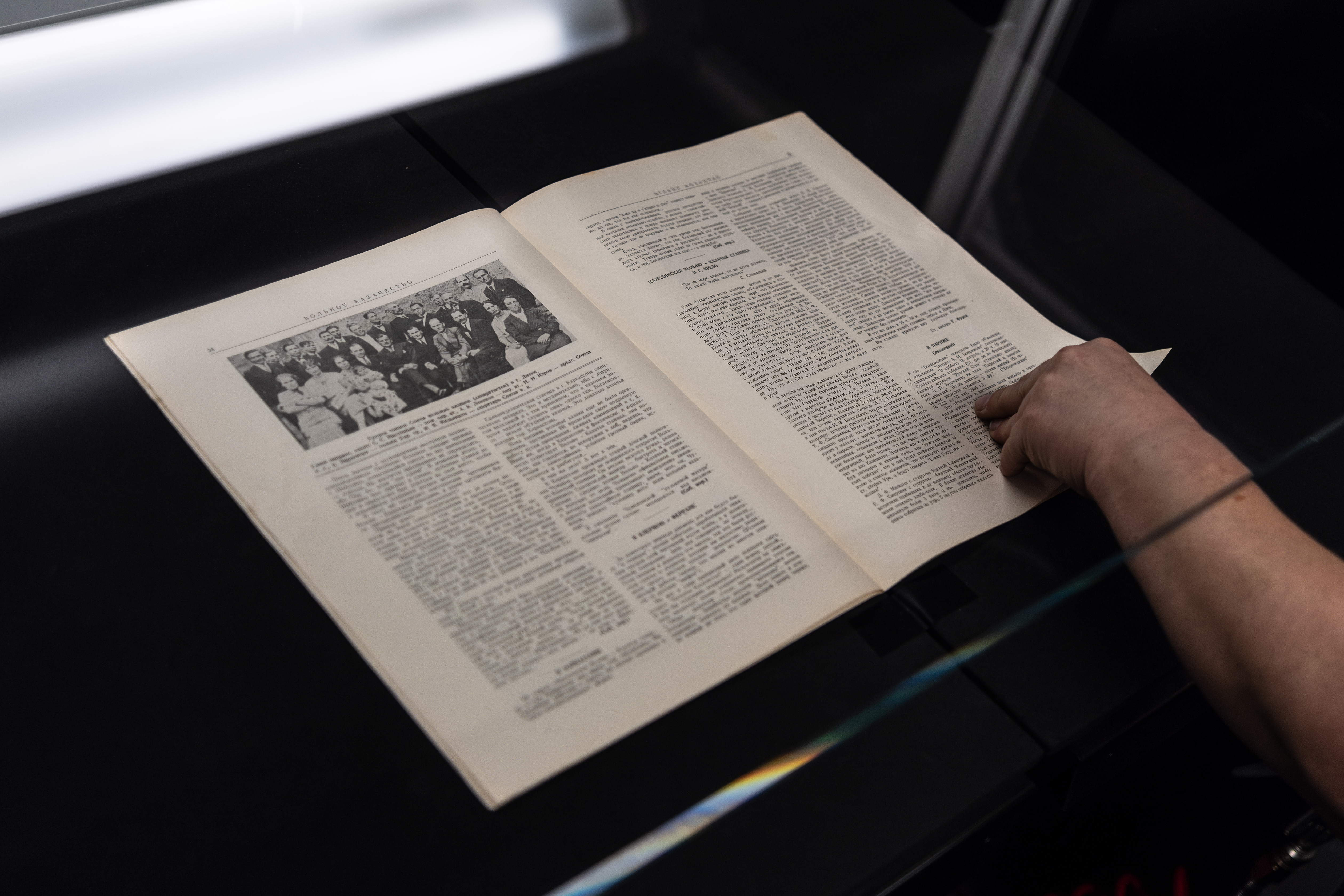
Digitalizace fondů Slovanské knihovny na digitalizačním pracovišti Národní knihovny ČR

Slovanská knihovna průběžně realizuje specializované projekty mikrofilmování a digitalizace zaměřené na ochranu a kvalitnější zpřístupnění unikátních a ohrožených částí svého fondu. Přístup k digitálním dokumentům a informaci o existenci mikrofilmové kopie je zajištěn prostřednictvím elektronického katalogu Slovanské knihovny.
Do roku 2012 se podařilo zmikrofilmovat přibližně 1050 titulů periodik (cca 370 000 stran). Jde především o noviny z období revoluce a občanské války v Rusku a dále o periodický tisk ruské, ukrajinské a běloruské emigrace v celém světě.
V rámci Národního programu digitálního zpřístupnění vzácných dokumentů Memoriae Mundi Series Bohemica (VISK 6) se digitalizují především nejvzácnější historické rukopisy. Staré tisky vydané před rokem 1800 a knižní a časopisecká produkce 19. století je digitalizována díky projektu Národní knihovny ČR a společnosti Google (více než 34 000 dokumentů). V rámci budování Národní digitální knihovny je digitalizována tištěná produkce vydávaná příslušníky ruské, ukrajinské a běloruské emigrace v letech 1918–1945 na území Československa (stav digitalizace k červnu 2018: 255 titulů periodik a 1800 svazků monografií).

## Další odborné činnosti
V rámci své působnosti se Slovanská knihovna podílí na řešení řady českých i mezinárodních odborných, bibliografických, knihovnických či publikačních projektů. Pořádá konference, přednášky a připravuje popularizační výstavy.

### Publikační aktivity
Jednu ze statutárních aktivit knihovny představuje publikační činnost. Knihovna především zpracovává a rediguje odborné bibliografie a speciální soupisy literatury. Vydává rovněž sborníky referátů a knihy prezentující vlastní knihovní sbírky. Vydává elektronický čtvrtletník Přírůstky odborné literatury ve fondu Slovanské knihovny.

### Mezinárodní sjezdy slavistů – bibliografie
Z rozhodnutí Mezinárodního komitétu slavistů plní Slovanská knihovna od roku 1973 funkci centra pro evidenci a zpracování publikovaných příspěvků a dalších materiálů vztahujících se k mezinárodním sjezdům slavistů. Bibliografie všech uskutečněných sjezdů jsou dostupné v podobě elektronické databáze BibSlavKon, kterou vytvořila knihovna společně s východoevropským oddělením Státní knihovny v Berlíně.

### Cena Rudolfa Medka
Slovanská knihovna společně se spolkem Ruská tradice každoročně udělují Cenu Rudolfa Medka určenou pro osobnosti specializující se na problematiku česko-ruských (československo-sovětských) vztahů, na moderní dějiny střední a východní Evropy, na podporu demokracie a proevropského směřování České republiky.

## Další fotografie

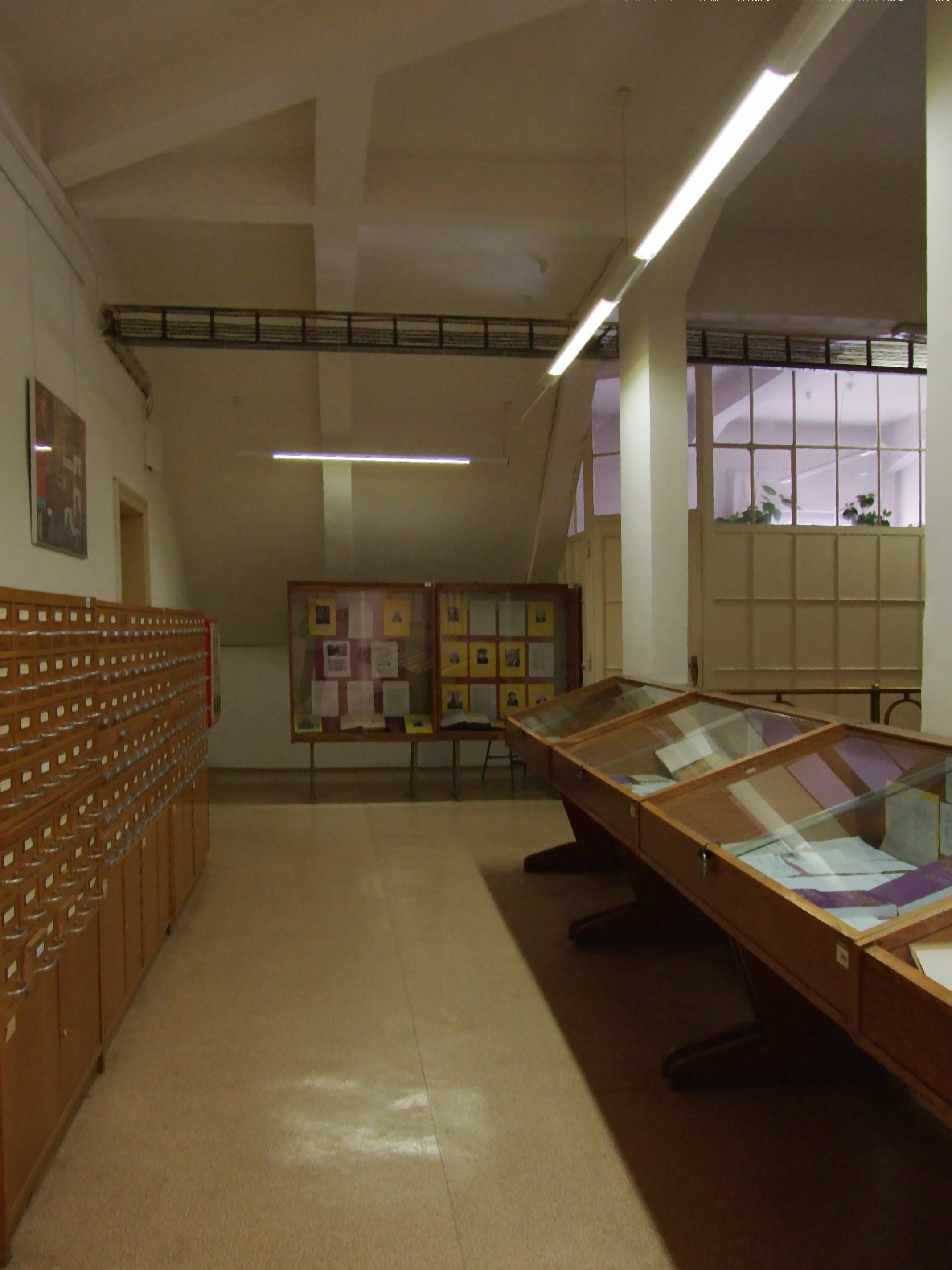
Chodba Slovanské knihovny – v současnosti[kdy?] prochází prostory rekonstrukcí
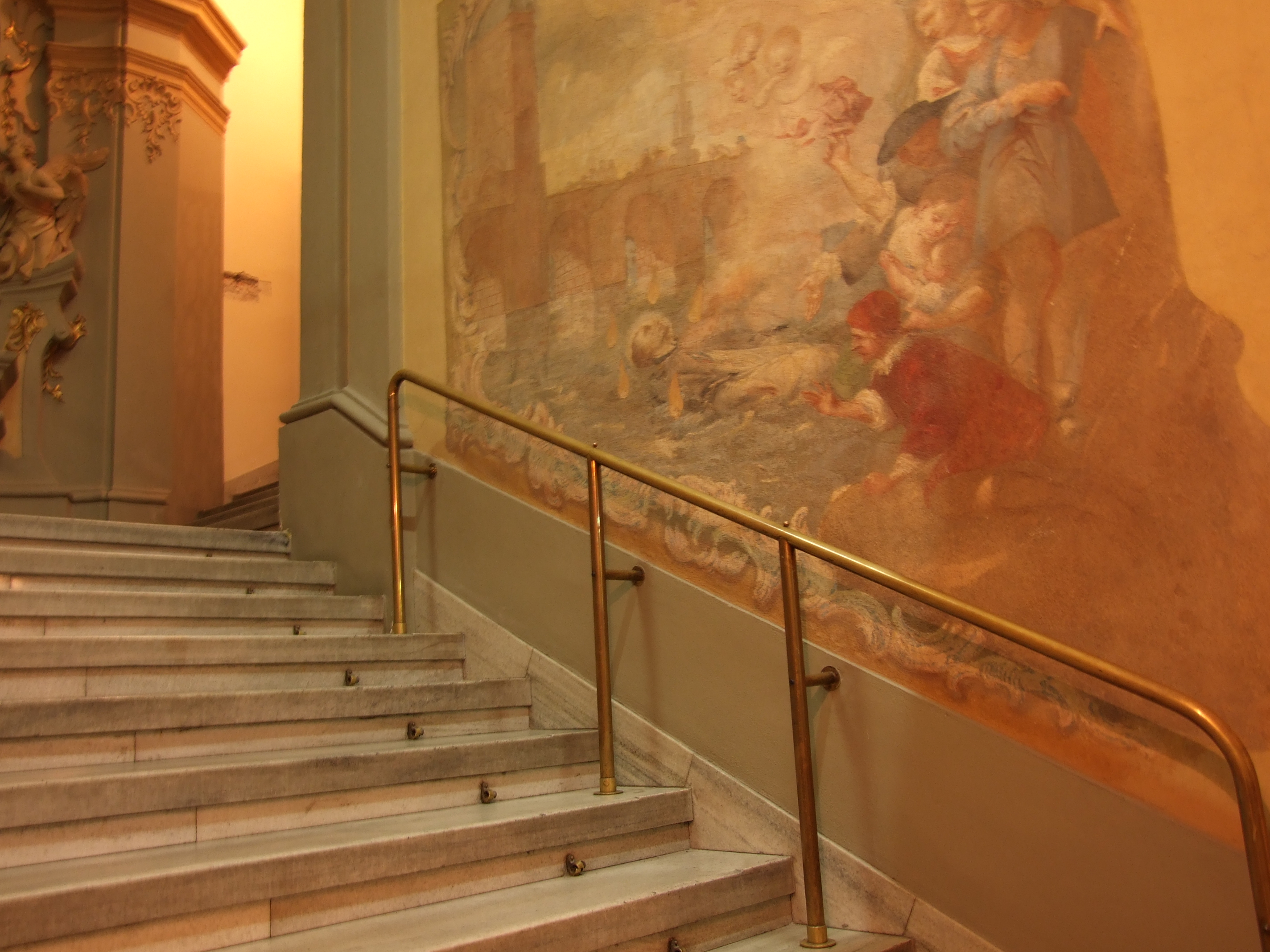
Malba na chodbě